# Kruščić
Kruščić (izvirno srbsko Крушчић; madžarsko Veprőd; nemško Weprowatz) je naselje v Srbiji, ki upravno spada pod Občino Kula; slednja pa je del Zahodnobačkega upravnega okraja.

## Demografija
V naselju živi 1884 polnoletnih prebivalcev, pri čemer je njihova povprečna starost 40,5 let (38,4 pri moških in 42,7 pri ženskah). Naselje ima 773 gospodinjstev, pri čemer je povprečno število članov na gospodinjstvo 3,04.
Prebivalstvo je večinoma nehomogeno, a v času zadnjih treh popisov je opazno zmanjšanje števila prebivalcev.
|  |

| Demografija | Demografija     | Demografija     |
| Leto        | Št. prebivalcev | Št. prebivalcev |
| ----------- | --------------- | --------------- |
|             |                 |                 |
|             |                 |                 |
|             |                 |                 |
|             |                 |                 |
| 1948        | 2791            |                 |
| 1953        | 2846            |                 |
| 1961        | 3281            |                 |
| 1971        | 2927            |                 |
| 1981        | 2658            |                 |
| 1991        | 2477            | 2429            |
| 2002        | 2385            | 2353            |
|             |                 |                 |

| Etnična sestava po popisu iz leta 2002 | Etnična sestava po popisu iz leta 2002 | Etnična sestava po popisu iz leta 2002 | Etnična sestava po popisu iz leta 2002 | Etnična sestava po popisu iz leta 2002 |
| -------------------------------------- | -------------------------------------- | -------------------------------------- | -------------------------------------- | -------------------------------------- |
| Črnogorci                              | Črnogorci                              |                                        | 768                                    | 32,63%                                 |
| Srbi                                   | Srbi                                   |                                        | 744                                    | 31,61%                                 |
| Madžari                                | Madžari                                |                                        | 280                                    | 11,89%                                 |
| Ukrajinci                              | Ukrajinci                              |                                        | 149                                    | 6,33%                                  |
| Rusini                                 | Rusini                                 |                                        | 99                                     | 4,20%                                  |
| Hrvati                                 | Hrvati                                 |                                        | 74                                     | 3,14%                                  |
| Jugoslovani                            | Jugoslovani                            |                                        | 45                                     | 1,91%                                  |
| Nemci                                  | Nemci                                  |                                        | 10                                     | 0,42%                                  |
| Makedonci                              | Makedonci                              |                                        | 8                                      | 0,33%                                  |
| Slovaki                                | Slovaki                                |                                        | 5                                      | 0,21%                                  |
| Slovenci                               | Slovenci                               |                                        | 4                                      | 0,16%                                  |
| Bolgari                                | Bolgari                                |                                        | 2                                      | 0,08%                                  |
| Albanci                                | Albanci                                |                                        | 2                                      | 0,08%                                  |
| Rusi                                   | Rusi                                   |                                        | 1                                      | 0,04%                                  |
| Romuni                                 | Romuni                                 |                                        | 1                                      | 0,04%                                  |
| Bunjevci                               | Bunjevci                               |                                        | 1                                      | 0,04%                                  |
| Bošnjaki                               | Bošnjaki                               |                                        | 1                                      | 0,04%                                  |
| Neznano                                | Neznano                                |                                        | 22                                     | 0,93%                                  |